# Accordo di Metz
L'Accordo di Metz è stato un accordo di principio tra la Santa Sede e la Chiesa ortodossa russa a Metz, in Francia, il 13 agosto 1962, in cui la Chiesa ortodossa russa ha accettato di inviare osservatori al Concilio Vaticano II e in cambio, il Vaticano si sarebbe espressamente astenuto dal condannare il comunismo. Le trattative si svolsero tra il cardinale Eugène Tisserant e il metropolita Nikodim.
In merito, esiste una lettera, datata 22 agosto 1962, nella quale il porporato francese scrive all'emissario russo Serge Bolshkoff, informandolo sull’incontro con Nikodim.
Lo scrittore cattolico tradizionista Malachi Martin lo definì un rinnovo dei patti precedenti del 1942 e il 1944 in materia dell'Ostpolitik del Vaticano.